# Pediocactus
Pediocactus es un género de cactus. El género comprende entre 6 y 11 especies, dependiendo de la autoridad que los clasifique. Son naturales de Norteamérica, Estados Unidos. Comprende 47 especies descritas y de estas, solo 10 aceptadas.

## Descripción
Pediocatus es uno de los pocos géneros de la familia de los cactus que se encuentra exclusivamente del Norte de México. La mayoría de los otros géneros tienen miembros que se extienden en México. Estas plantas son a menudo el premio de los coleccionistas que puedan hacerlos crecer, ya que por lo general resultan un reto en el cultivo -a menudo injertado. Una especie, P. simpsonii es extremadamente resistente al frío y capaz de crecer en el extremo norte de los Estados Unidos. Las plantas son generalmente pequeñas plantas globosas solitarias con tubérculos y pequeñas - rara vez exceden 20 cm de altura. Las espinas varían y pueden ser densas o casi inexistentes. Las flores surgen de la parte superior del tallo y pueden ser de color rosa, blanco o amarillo. La fruta es algo carnosa, secándose con la edad y dehiscente.

## Taxonomía
El género fue descrito por Britton & Rose y publicado en An Illustrated Flora of the Northern United States, Canada and the British possessions ... 2: 569–570, f. 2983. 1913. La especie tipo es: Pediocactus simpsonii
Etimología
Pediocactus: nombre genérico que deriva de las palabras griegas: "pedion" - lo que significa "llanura" - por las Grandes Llanuras de los Estados Unidos donde se encuentran las plantas.

## Especies aceptadas
A continuación se brinda un listado de las especies del género Pediocactus aceptadas hasta abril de 2015, ordenadas alfabéticamente. Para cada una se indica el nombre binomial seguido del autor, abreviado según las convenciones y usos.	
- Pediocactus bradyi
- Pediocactus despainii
- Pediocactus hermannii
- Pediocactus knowltonii
- Pediocactus nigrispinus
- Pediocactus paradinei
- Pediocactus peeblesianus
- Pediocactus sileri
- Pediocactus simpsonii
- Pediocactus-winkleri